# Lan giáng hương quạt
Lan giáng hương quạt (danh pháp hai phần: Vanda flabellata) là một loài lan. Loài này được (Rolfe ex Downie) Christenson miêu tả khoa học đầu tiên năm 1985.
Cây có mặt tại Thái Lan và miền Bắc Việt Nam.

## Hình ảnh

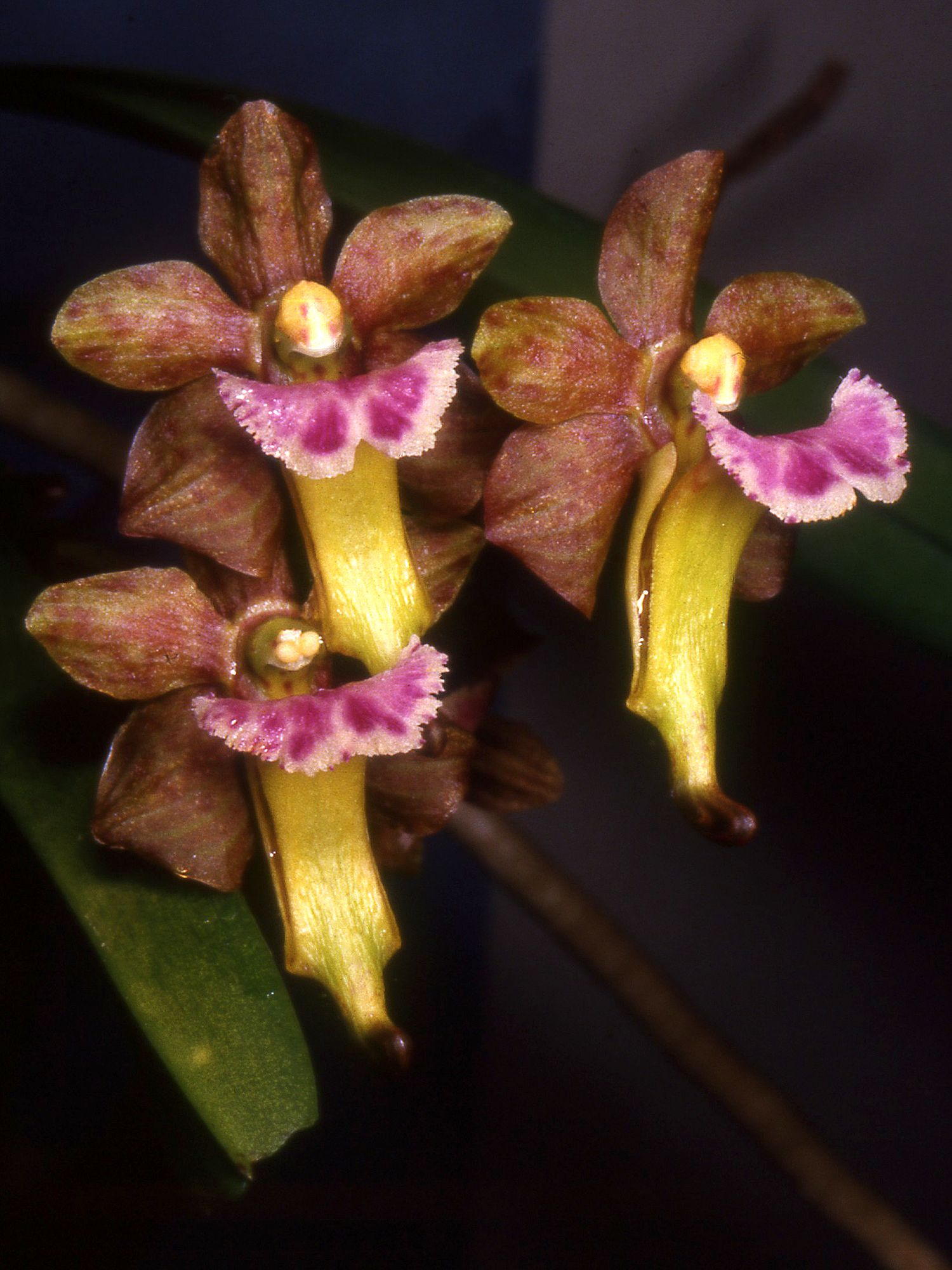
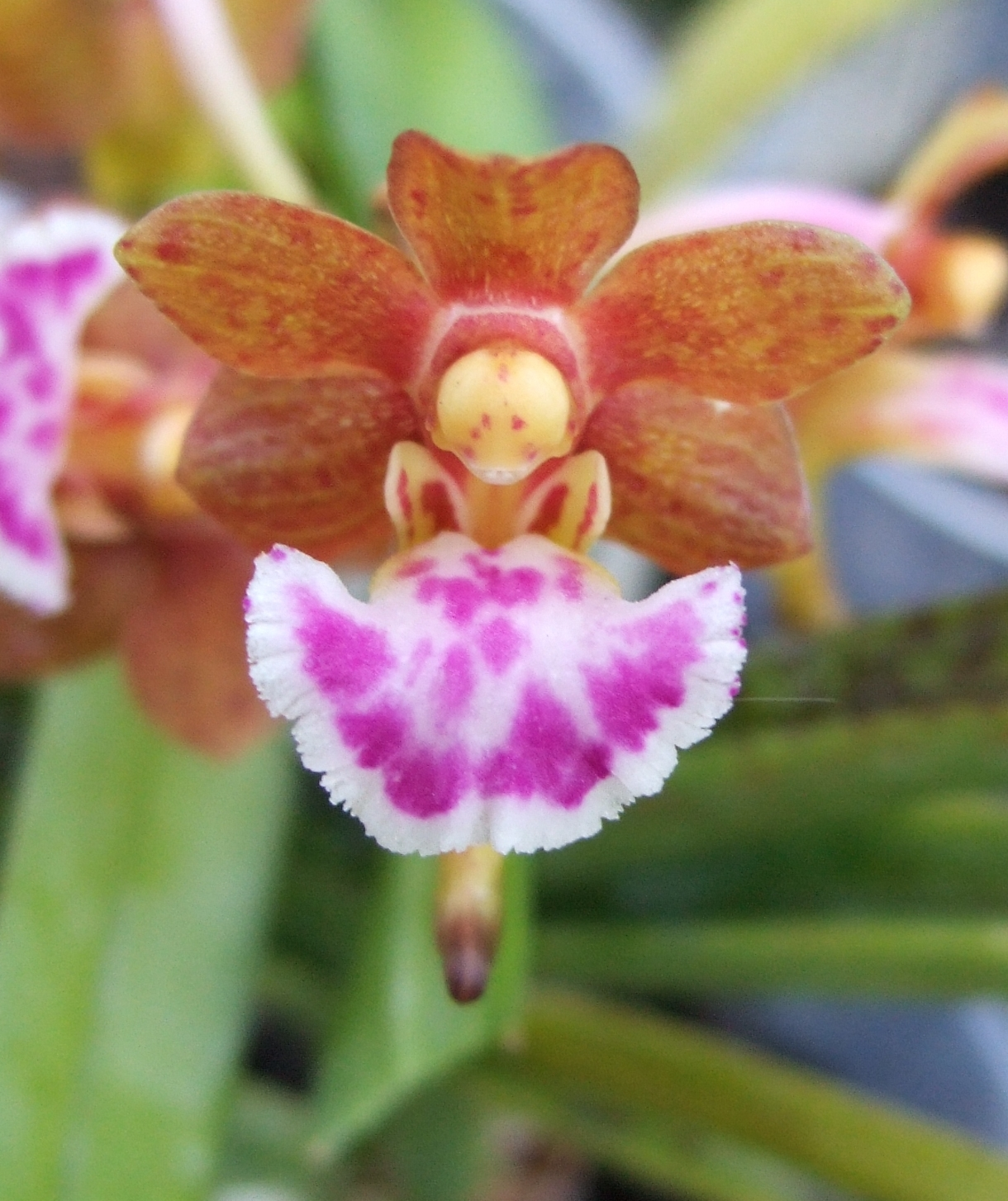